# Liste der Biografien/Smith, K
Liste der Biografien |
Portal Biografien |
K Personensuche
# |
A |
B |
C |
D |
E |
F |
G |
H |
I |
J |
K |
L |
M |
N |
O |
P |
Q |
R |
S |
T |
U |
V |
W |
X |
Y |
Z |
?
 
Sa |
Sb |
Sc |
Sd |
Se |
Sf |
Sg |
Sh |
Si |
Sj |
Sk |
Sl |
Sm |
Sn |
So |
Sp |
Sq |
Sr |
Ss |
St |
Su |
Sv |
Sw |
Sy |
Sz
 
Sma |
Smb |
Sme |
Smi |
Smj |
Smo |
Smr |
Smu |
Smy
 
Smia |
Smic |
Smid |
Smie |
Smig |
Smij |
Smik |
Smil |
Smir |
Smis |
Smit
 
Smita |
Smite |
Smith |
Smitk |
Smitr |
Smits |
Smitt
 
Smith, A |
Smith, B |
Smith, C |
Smith, D |
Smith, E |
Smith, F |
Smith, G |
Smith, H |
Smith, I |
Smith, J |
Smith, K |
Smith, L |
Smith, M |
Smith, N |
Smith, O |
Smith, P |
Smith, Q |
Smith, R |
Smith, S |
Smith, T |
Smith, U |
Smith, V |
Smith, W |
Smith, Y |
Smith, Z |
Smith? |
Smitha |
Smithe |
Smithi |
Smiths |
Smithw |
Smithy
Die Liste der Biografien führt alle Personen auf, die in der deutschsprachigen Wikipedia einen Artikel haben. Dieses ist eine Teilliste mit 44 Einträgen von Personen, deren Namen mit den Buchstaben „Smith, K“ beginnt.

## Smith, K

### Smith, Ka
- Smith, Karen (* 1965), US-amerikanische Mathematikerin
- Smith, Karin (* 1955), US-amerikanische Speerwerferin
- Smith, Karl (* 1959), jamaikanischer Hürdenläufer
- Smith, Karl U. (1907–1994), US-amerikanischer Physiologe, Psychologe und Verhaltenskybernetiker
- Smith, Kasey (* 1990), irische Popsängerin
- Smith, Kate (1907–1986), US-amerikanische Sängerin
- Smith, Kathryn, US-amerikanische Footballtrainerin
- Smith, Katie (* 1974), US-amerikanische Basketballspielerin
- Smith, Kavan (* 1970), kanadischer Schauspieler

### Smith, Ke
- Smith, Keegan (* 1998), US-amerikanischer Tennisspieler
- Smith, Keely (1928–2017), US-amerikanische Jazz- und Pop-Sängerin
- Smith, Keely Shaye (* 1963), US-amerikanische Journalistin, Autorin, Fernsehmoderatorin, Korrespondentin, Model und Schauspielerin
- Smith, Keith (1940–2008), britischer Jazz-Trompeter und Bandleader
- Smith, Keith (* 1992), US-amerikanischer American-Football-Spieler
- Smith, Keith Macpherson (1890–1955), australischer Militärpilot im Ersten Weltkrieg und Flugpionier
- Smith, Keliza (* 2003), guyanische Sprinterin
- Smith, Kellita (* 1969), US-amerikanische Schauspielerin
- Smith, Kelly (* 1978), englische FußballspielerinKelly Smith (* 1978)

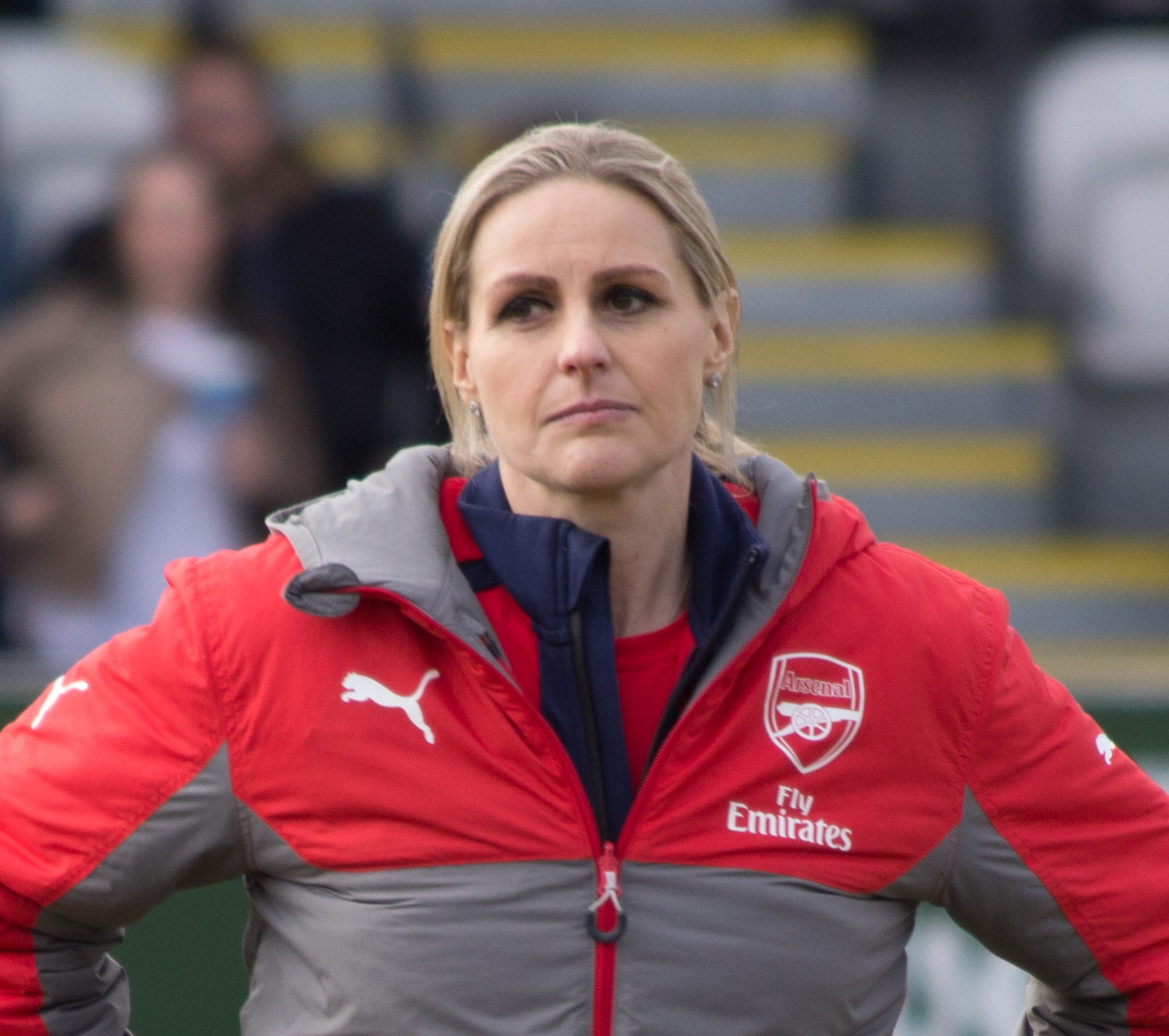
Kelly Smith (* 1978)

- Smith, Ken (1930–1999), US-amerikanischer Schachspieler und Autor
- Smith, Ken (* 1953), US-amerikanischer Basketballspieler
- Smith, Kendrick, US-amerikanischer Kosmologe
- Smith, Kenneth Eugene (1965–2024), US-amerikanischer Auftragsmörder
- Smith, Kenneth F., Spezialist für visuelle Effekte
- Smith, Kenny (* 1965), US-amerikanischer Basketballspieler und Fernsehkommentator
- Smith, Kenny Beedy Eyes, US-amerikanischer Bluesmusiker, Songwriter und Produzent
- Smith, Kent (1907–1985), US-amerikanischer Schauspieler
- Smith, Keri, kanadische Autorin und Illustratorin
- Smith, Kerr (* 1972), US-amerikanischer Schauspieler
- Smith, Kerr (* 2004), schottischer Fußballspieler
- Smith, Kerri, kanadische Schauspielerin
- Smith, Kevin (1963–2002), neuseeländischer Filmschauspieler und Rockmusiker
- Smith, Kevin (* 1970), US-amerikanischer Regisseur, Drehbuchautor und SchauspielerKevin Smith (* 1970)

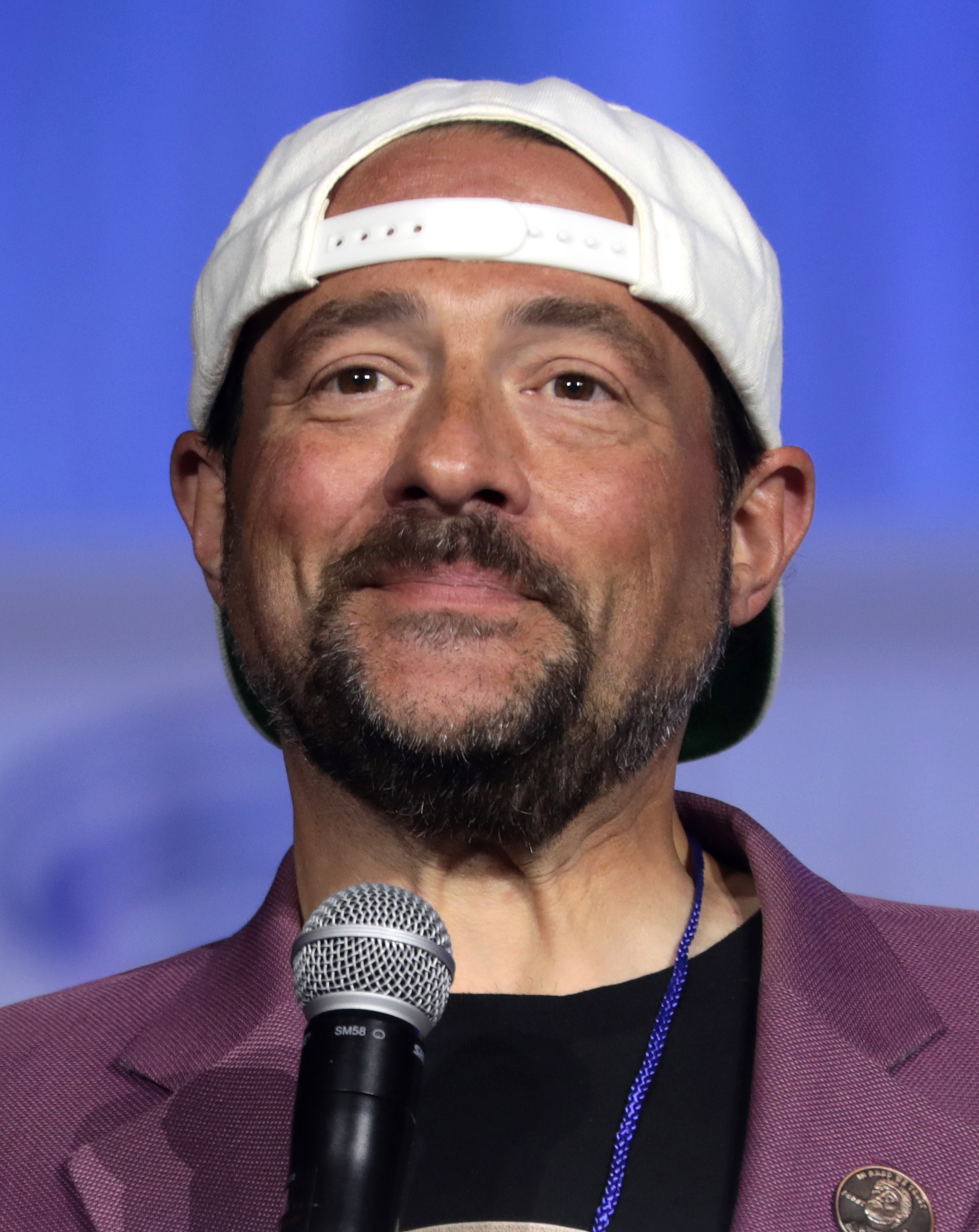
Kevin Smith (* 1970)

- Smith, Kevin (* 1986), US-amerikanischer American-Football-Spieler
- Smith, Kevin (* 1991), US-amerikanischer Footballspieler

### Smith, Kh
- Smith, Khano (* 1982), bermudischer Fußballspieler

### Smith, Ki
- Smith, Kidder (1913–1997), US-amerikanischer Architekt
- Smith, Kieran (* 2000), US-amerikanischer Schwimmer
- Smith, Kiki (* 1954), US-amerikanische Bildhauerin, Malerin und Installationskünstlerin
- Smith, Kim (* 1983), US-amerikanisches Model und Schauspielerin
- Smith, Kimberley (* 1981), neuseeländische Mittel- und Langstreckenläuferin
- Smith, Kirsty (* 1994), schottische Fußballspielerin

### Smith, Ku
- Smith, Kurtwood (* 1943), US-amerikanischer Schauspieler und Synchronsprecher

### Smith, Ky
- Smith, Ky (* 2002), australischer Dartspieler
- Smith, Kyle (* 1992), schottischer Curler